# نهر وست هایلند
نهر وست هایلند (به انگلیسی: West Highland Creek) یک جویبار در کانادا است که در اسکاربرو، تورنتو واقع شده‌است.